# Phyllodactylus pulcher
Phyllodactylus pulcher (листопалий гекон барбадоський) — вид геконоподібних ящірок родини Phyllodactylidae. Ендемік Барбадосу.

## Опис
Максимальна довжина тіла (не враховуючи хвоста) становить 62 мм завдовжки. Забарвлення переважно кремове, від ніздрів черед очі до плечей ідуть темні смуги. Веахня частина тіла поцяткована коричневими плямами, широкими 5коричневими поперечними смугами або поздовжніми коричневими смугами.

## Поширення і екологія
Барбадоські листопалі гекони мешкають в прибережних районах на півночі і південному сході острова Барбадос в Карибському морі, а також на сусідньому острівці Калпеллер. Вони живуть серед скель, не далі, ніж за 50 м від узбережжя, однак за межами супраліторалі. Історично вони також зустрічалися в людських поселеннях, однак були витіснені з подібних районів.
Барбадоські листопалі гекони ведуть нічний спосіб життя, живляться комахами. Шукають їжу серед скель, однак спостерігалися на стовбурах пальм на краю скелі.

## Збереження
МСОП класифікує цей вид як такий, що перебуває на межі зникнення. Барбадоським листопалим геконам загрожує знищення природного середовища, а також хижацтво з боку інтродукованих видів тварин і конкуренція з інтродукованими геконами Hemidactylus mabouia.